# Inside Jamel Comedy Club
Inside Jamel Comedy Club est une série télévisée française tournée sous la forme d'un faux documentaire, en huit épisodes de 26 minutes racontant la tournée des membres du Jamel Comedy Club, et diffusée à partir de mars 2009 sur les chaînes de Canal+ et Comédie !.
Elle est inspirée par la série anglaise The Office de Ricky Gervais.

## Synopsis
Découverts par Jamel Debbouze, les jeunes comiques du Jamel Comedy Club ont fait leurs preuves sur la scène du théâtre du même nom. Après trois saisons, c'est l'heure de la tournée, l'occasion de tester leur humour sur les scènes hexagonales. Dans les coulisses du voyage, les langues se délient et les caractères s'affirment.

## Fiche technique
- Réalisation : Olivier Braunstein
- Scénario : Fabrice Éboué, Blanche Gardin, Thomas Ngijol
- Genre : Comédie
- Date de sortie : 2009
- Pays d'origine : France
- Durée : 26 minutes
- Musique : chanson Pour Fred composée par Gystere

## Distribution
- Jamel Debbouze : lui-même
- Claudia Tagbo : elle-même
- Fabrice Éboué : lui-même
- Wahid Bouzidi : lui-même
- Thomas Ngijol : lui-même
- Blanche Gardin : elle-même
- Frédéric Chau : lui-même
- Amelle Chahbi : elle-même
- Noom Diawara : lui-même
- Yacine Belhousse : lui-même
- Dédo : lui-même
- Jean-François Cayrey : le régisseur
- Pascal Obispo : lui-même